# Mimofonía
Se denomina mimofonías a un supuesto fenómeno acústico de origen paranormal asociado a poltergeist y casas o lugares encantados. Se tratan de imitaciones de sonidos perfectamente audibles por las personas que lo presencian y que no tiene origen físico real ni conocido en el momento en que se producen.
Se diferencia de la clariaudiencia en que el sonido de las mimofonías puede ser escuchado por varias personas a la vez in situ. Y de las psicofonías en que estas necesitan de soporte electrónico para poder ser escuchadas.
Las mimofonías suelen sonidos breves y recurrentes como:
- cerrar o abrir de puertas o ventanas.
- sonidos de animales (por ej. ladridos).
- imitación de caída de objetos inertes.
- sonidos de timbres o campanas .
- sonidos que imitan a aquellos producidos por el ser humano (murmullos, susurros, suspiros, pasos, voces, llantos, lamentos, gritos, pasos, voces, etc.)
- parafonolalias (imitación de melodías, cantos, coros litúrgicos, etc.)

A veces las mimofonías pueden ser registradas conjuntamente en grabadoras, determinando un fenómeno mixto, psicofónico-mimofónico.
Se piensa que las mimofonías son producidas por entidades desencarnadas,  producto de "energías residuales" o psicorragias que emanan de personas presentes.[cita requerida]